# Africallagma pallidulum
Africallagma pallidulum – gatunek ważki z rodziny łątkowatych (Coenagrionidae). Występuje w Afryce na południe od równika; stwierdzono go w Malawi i Zambii.